# Natação no Campeonato Europeu de Esportes Aquáticos de 2021 - 200 m medley masculino
A prova dos 200 metros medley masculino da natação no Campeonato Europeu de Esportes Aquáticos de 2021 ocorreu nos dias 19 e 20 de maio na Arena Danúbio, em Budapeste na Hungria. 

## Calendário
| Fase          | Data       | Hora  |
| ------------- | ---------- | ----- |
| Eliminatórias | 19 de maio | 10:00 |
| Semifinal     | 19 de maio | 19:24 |
| Final         | 20 de maio | 19:16 |

Todos os horários estão no horário local (UTC+1)

## Recordes
Antes desta competição, os recordes eram os seguintes:
|                       | Nadador     | Tempo   | Local    | Data                |
| --------------------- | ----------- | ------- | -------- | ------------------- |
| Recorde mundial       | Ryan Lochte | 1:54.00 | Xangai   | 24 de julho de 2011 |
| Recorde europeu       | László Cseh | 1:55.18 | Roma     | 29 de julho de 2009 |
| Recorde do campeonato | László Cseh | 1:56.66 | Debrecen | 23 de maio de 2012  |

## Medalhistas
| Ouro                | Prata                    | Bronze                 |
| Hugo González (ESP) | Jérémy Desplanches (SUI) | Alberto Razzetti (ITA) |

## Resultados

### Eliminatórias
Esses foram os resultados das eliminatórias. 
| Pos. | Bateria | Raia | Nadador              | Nacionalidade | Tempo   | Notas  |
| ---- | ------- | ---- | -------------------- | ------------- | ------- | ------ |
| 1    | 4       | 4    | Jérémy Desplanches   | Suíça         | 1:58.10 | Q      |
| 2    | 4       | 6    | Max Litchfield       | Reino Unido   | 1:58.12 | Q      |
| 3    | 5       | 4    | Duncan Scott         | Reino Unido   | 1:58.14 | Q      |
| 4    | 5       | 3    | László Cseh          | Hungria       | 1:58.46 | Q      |
| 5    | 3       | 5    | Joe Litchfield       | Reino Unido   | 1:58.79 |        |
| 6    | 4       | 5    | Hubert Kós           | Hungria       | 1:58.87 | Q      |
| 7    | 3       | 4    | Alberto Razzetti     | Itália        | 1:58.90 | Q      |
| 8    | 3       | 6    | Hugo González        | Espanha       | 1:58.99 | Q      |
| 9    | 5       | 5    | Andrey Zhilkin       | Rússia        | 1:59.31 | Q, RET |
| 10   | 5       | 2    | James McFadzen       | Reino Unido   | 1:59.34 |        |
| 11   | 5       | 0    | Maxim Stupin         | Rússia        | 1:59.84 | Q      |
| 12   | 3       | 2    | Yakov Toumarkin      | Israel        | 1:59.85 | Q      |
| 13   | 3       | 3    | Alexis Santos        | Portugal      | 2:00.01 | Q      |
| 14   | 5       | 7    | Bernhard Reitshammer | Áustria       | 2:00.14 | Q      |
| 15   | 4       | 3    | Ilya Borodin         | Rússia        | 2:00.23 |        |
| 16   | 5       | 6    | Andreas Vazaios      | Grécia        | 2:00.26 | Q      |
| 17   | 4       | 1    | Tomoe Zenimoto Hvas  | Noruega       | 2:00.32 | Q      |
| 18   | 3       | 8    | Arjan Knipping       | Países Baixos | 2:00.35 | Q      |
| 19   | 4       | 8    | Dániel Sós           | Hungria       | 2:00.54 |        |
| 20   | 2       | 3    | Samuel Törnqvist     | Suécia        | 2:00.68 | Q      |
| 21   | 4       | 2    | Ron Polonsky         | Israel        | 2:01.54 | Q      |
| 22   | 2       | 7    | Berke Saka           | Turquia       | 2:01.58 |        |
| 23   | 3       | 0    | Diogo Carvalho       | Portugal      | 2:01.80 |        |
| 24   | 4       | 9    | Joan Lluís Pons      | Espanha       | 2:02.14 |        |
| 25   | 5       | 8    | Clément Bidard       | França        | 2:02.29 |        |
| 26   | 5       | 1    | Simon Sjödin         | Suécia        | 2:02.30 |        |
| 27   | 4       | 7    | Apostolos Papastamos | Grécia        | 2:02.49 |        |
| 28   | 2       | 5    | Dawid Szwedzki       | Polónia       | 2:03.22 |        |
| 29   | 2       | 9    | Richard Nagy         | Eslováquia    | 2:03.35 |        |
| 30   | 5       | 9    | Metin Aydın          | Turquia       | 2:03.45 |        |
| 31   | 2       | 4    | Daniil Giourtzidis   | Grécia        | 2:03.65 |        |
| 32   | 3       | 9    | Danny Schmidt        | Alemanha      | 2:04.63 |        |
| 33   | 2       | 6    | Christoph Meier      | Liechtenstein | 2:04.84 |        |
| 34   | 2       | 2    | Maksym Holubnychyi   | Ucrânia       | 2:05.15 |        |
| 35   | 3       | 7    | Raphaël Stacchiotti  | Luxemburgo    | 2:05.60 |        |
| 36   | 2       | 0    | Marius Toscan        | Suíça         | 2:06.59 |        |
| 37   | 1       | 5    | Arti Krasniqi        | Kosovo        | 2:07.29 |        |
| 38   | 1       | 4    | Joao Soares Carneiro | Luxemburgo    | 2:07.84 |        |
| 39   | 2       | 8    | Alex Kušík           | Eslováquia    | 2:08.16 |        |
| 40   | 1       | 3    | Thomas Wareing       | Malta         | 2:08.34 |        |
| 41   | 2       | 1    | Ievhen Khrypunov     | Ucrânia       | 2:09.44 |        |
| 42   | 1       | 6    | Paolo Priska         | Albânia       | 2:19.93 |        |
| 43   | 4       | 0    | Gal Cohen Groumi     | Israel        | DNS     | DNS    |
| 43   | 3       | 1    | Balázs Holló         | Hungria       | DNS     | DNS    |

### Semifinal
Esses foram os resultados das semifinais. 
Semifinal 1
| Pos. | Raia | Nadador          | Nacionalidade | Tempo   | Notas |
| ---- | ---- | ---------------- | ------------- | ------- | ----- |
| 1    | 3    | Alberto Razzetti | Itália        | 1:57.39 | Q     |
| 2    | 4    | Max Litchfield   | Reino Unido   | 1:58.42 | Q     |
| 3    | 5    | László Cseh      | Hungria       | 1:58.45 | q     |
| 4    | 7    | Andreas Vazaios  | Grécia        | 1:58.62 | q     |
| 5    | 6    | Maxim Stupin     | Rússia        | 1:58.99 |       |
| 6    | 2    | Alexis Santos    | Portugal      | 1:59.13 |       |
| 7    | 1    | Arjan Knipping   | Países Baixos | 2:00.46 |       |
|      | 8    | Ron Polonsky     | Israel        | 2:01.11 |       |

Semifinal 2
| Pos. | Raia | Nadador              | Nacionalidade | Tempo   | Notas  |
| ---- | ---- | -------------------- | ------------- | ------- | ------ |
| 1    | 3    | Hubert Kós           | Hungria       | 1:56.99 | Q, WJR |
| 2    | 4    | Jérémy Desplanches   | Suíça         | 1:57.42 | Q      |
| 3    | 5    | Duncan Scott         | Reino Unido   | 1:57.48 | q      |
| 4    | 6    | Hugo González        | Espanha       | 1:58.08 | q      |
| 5    | 2    | Yakov Toumarkin      | Israel        | 2:00.60 |        |
| 6    | 8    | Samuel Törnqvist     | Suécia        | 2:01.24 |        |
| 7    | 7    | Bernhard Reitshammer | Áustria       | 2:01.40 |        |
| 8    | 1    | Tomoe Zenimoto Hvas  | Noruega       | 2:03.68 |        |

### Final
Esse foi o resultado da final. 
| Pos.              | Raia | Nadador            | Nacionalidade | Tempo   | Notas            |
| ----------------- | ---- | ------------------ | ------------- | ------- | ---------------- |
| Medalha de ouro   | 2    | Hugo González      | Espanha       | 1:56.76 | Recorde nacional |
| Medalha de prata  | 3    | Jérémy Desplanches | Suíça         | 1:56.95 |                  |
| Medalha de bronze | 5    | Alberto Razzetti   | Itália        | 1:57.25 |                  |
| 4                 | 1    | László Cseh        | Hungria       | 1:58.04 |                  |
| 5                 | 4    | Hubert Kós         | Hungria       | 1:58.12 |                  |
| 6                 | 6    | Duncan Scott       | Reino Unido   | 1:58.18 |                  |
| 7                 | 8    | Andreas Vazaios    | Grécia        | 1:58.35 |                  |
| 8                 | 7    | Max Litchfield     | Reino Unido   | 1:58.52 |                  |

Legenda
| Recorde mundial       | Recorde mundial (World record)               |                       | Recorde africano                      | Recorde africano (African) |                                           | Q | Classificado por posição (Qualified) |
| Recorde do campeonato | Recorde do campeonato (Championship record)  | Recorde da América    | Recorde da América (Americas)         | q                          | Classificado por melhor tempo (Qualified) |   |                                      |
| Melhor marca do ano   | Melhor marca do ano (World leading)          | Recorde asiático      | Recorde asiático (Asian)              | DNS                        | Não largou (Did not start)                |   |                                      |
| Recorde nacional      | Recorde nacional (National record)           | Recorde europeu       | Recorde europeu (European)            | DNF                        | Não terminou (Did not finish)             |   |                                      |
| Recorde pessoal       | Recorde pessoal do atleta (Personal best)    | Recorde da Oceania    | Recorde da Oceania (Oceania)          | DSQ / DQ                   | Desclassificado (Disqualified)            |   |                                      |
| Recorde da temporada  | Recorde da temporada do atleta (Season best) | Recorde sul-americano | Recorde sul-americano (South America) | NM                         | Sem marca (No mark)                       |   |                                      |